# Crans, Jura
Crans là một xã trong vùng hành chính Franche-Comté, thuộc tỉnh Jura, quận Lons-le-Saunier, tổng Les Planches-en-Montagne. Tọa độ địa lý của xã là 46° 42' vĩ độ bắc, 05° 58' kinh độ đông. Crans nằm trên độ cao trung bình là 730 mét trên mực nước biển, có điểm thấp nhất là 624 mét và điểm cao nhất là 895 mét. Xã có diện tích 9.03 km², dân số vào thời điểm 2006 là 69 người; mật độ dân số là 8 người/km².

## Thông tin nhân khẩu
| 1962 | 1968 | 1975 | 1982 | 1990 | 1999 |
| ---- | ---- | ---- | ---- | ---- | ---- |
| 73   | 84   | 95   | 85   | 72   | 72   |

## Địa điểm tham quan
Nhà thờ của Crans được xây trong thế kỉ thứ 18, tháp chuông từ thế kỉ thứ 19.